# 아랍에미리트
아랍에미리트 연합국(아랍어:  اَلْإِمَارَات الْعَرَبِيَة الْمُتَحِدَة 알이마라트 알아라비야 알무타히다[*], 영어: United Arab Emirates), 약칭 아랍에미리트 또는 UAE는 서남아시아의 아라비아반도 남동부에 있는 전제군주제 연방 국가이다.
샤이크가 통치하는 7개의 토후국이 연합하여 구성한 전제군주국가(مشيخة, Sheikhdom)로, 구성한 토후국은 아부다비, 두바이, 샤르자, 아지만, 움알쿠와인, 라스알카이마, 푸자이라 등이며, 이들은 서로 다른 군주가 통치하며 이 군주 중 1명이 아랍에미리트 전체의 대통령으로 선출된다.
아랍에미리트는 사우디아라비아, 오만과 육상 국경을 접하며, 카타르, 이란과 해상 국경을 접하고 있다. 2013년 아랍에미리트의 인구는 약 920만 명이었는데, 이들 중 140만 명만이 아랍에미리트인이었고, 나머지 780만 명은 외국에서 들어온 노동자와 외국인들이다.
현재 아랍에미리트 지역에 인류가 거주하기 시작한 시기는 기원전 12만 4천 년 전, 아프리카에서 발원한 원생 인류가 전 세계로 뻗어나가는 과정에서 이 지역에 정착한 시대로 거슬러 올라간다. 청동기 시대에 전성기를 맞았으며, 인도의 인더스 문명, 레반트, 메소포타미아 문명의 국가들과 활발히 교역하며 번영을 이루었다. 그 이후 사산조 페르시아가 이 지방을 점령하였고, 이들의 영향으로 이슬람교가 전파되었다. 아랍에미리트 지방은 위치가 많은 교역로들이 모였다고 지나치는 곳이었기에, 얼마 되지 않아 아랍의 상인들은 근방 지역들의 해상 무역로들을 장악하고 막대한 돈을 벌어들였다. 다만 이들의 무역 독점은 16세기 들어 포르투갈과 영국과 같은 서구 열강들의 반발을 불러일으켰다.
이후 아랍에미리트는 서구와의 갈등을 몇 차례 겪은 이후, 영국과 1820년에 해상 조약을 체결하였고, 영국의 보호령으로 편입되었다. 그러다가 1971년 12월 2일에 마침내 영국에게서 독립을 이루어냈으며, 6개의 토후국은 그 직후 아랍에미리트 연방에 가입하였으며, 라스알카이마 토후국은 1972년 2월 10일에 가입하였다. 이슬람교는 아랍에미리트의 국교이자 최대 종교이다. 아랍에미리트는 세계에서 6번째로 많은 석유 매장량을 보유하고 있으며, 천연가스 매장량은 세계 7위이다. 아랍에미리트의 첫 대통령이었던 자예드 대통령은 기반 시설의 중요성을 직감하고 석유 수출을 통해 벌어들인 돈을 교육, 복지, 인프라건설 확충에 쏟아부었으며, 이것이 나중에 아랍에미리트의 발전에 크나큰 영향을 미쳤다. 결과적으로 두바이와 같은 대도시들이 중동의 금융 중심으로 떠올랐고, 아랍에미리트는 관광업과 금융업 등이 발전하며 이전보다는 훨씬 덜 석유와 같은 천연자원에 의존할 수 있게 되었다. 수도는 아부다비로서, 아랍에미리트의 정치, 산업, 문화의 중심지이다. 국내 최대 도시는 두바이이다. 아랍에미리트는 걸프 협력 회의 창립 회원국이며, 아랍 연맹의 회원국으로, 국제 연합, 이슬람 회의 기구, 석유 수출국 기구, 세계 무역 기구에도 가입하며 지역 강국으로서의 위상을 드높이고 있다.

## 역사
아랍에미리트 지역에 최초의 인류가 등장한 것은 기원전 5500년경으로 추정되며, 기원전 3000년경부터 건조한 사막 기후가 시작된 것으로 추정된다. 기원전 2500년경부터 오아시스 지역을 중심으로 최초의 정착촌이 형성되었고, 메소포타미아와 인도, 지중해, 시리아와의 해상 및 육상 무역 통로로서 역할을 하였다. 기원전 300년경부터 본격적으로 촌락이 형성되어 그리스와 남부 아라비아로부터 갖가지 물품을 수입하였다. 아랍에미리트 해변에서는 기원전 4500~4000년경 남부 메소포타미아의 우바이드 양식 채색 토자기가 발굴되었다.
240년 이란 사산 왕조가 아라비아 동부 지역 전체를 점령하였다. 아랍에미리트 라스 알카이마, 움 알 콰인, 후자이라 등 각지에서는 사산 왕조의 동전과 도자기가 발굴되었다.
630년 무함마드가 파견한 사절에 의하여 이슬람교가 전파되었으며, 632년 무함마드 사망 후 '릿다 운동'이라 불리는 반이슬람 폭동이 대대적으로 발생하였으나 초대 칼리파 아부 바크르에 의하여 진압되었다. 특히 디바(현재 샤르자 지역) 일대에서는 반란 진압으로 10,000명 이상이 사망하였다.
16세기에는 아라비아반도 동남부 해안 지역에서 포르투갈과 오스만 제국 사이의 대립이 고조되었으며, 포르투갈은 아랍에미리트 라스 알 카이마 등 주요 항구를 점령하였다. 18세기에는 영국 동인도 주식회사가 이 지역으로 세력을 확장하여 약 2세기 동안 장악하였다.

### 영국 지배
16세기에 포르투갈이 지배했으나 17세기에 영국이 포르투갈을 몰아내고 점차 이 지역을 보호령화시켰다. 그러나 번영국은 오직 자신을 제외한 외세 세력들이 아랍에미리트에 관여하지 못하게만 하는데에 그쳤고, 토후국 끼리의 내정에는 거의 간섭하지 않았기에 토후들은 모두 국내 지배를 자유로이 할 수 있었다.
18세기까지는 아라비아반도에서 활동하던 해적들이 유럽 국가의 선박들을 자주 습격했기 때문에 해적 해안(海賊 海岸, Pirate Coast)이라고 불렀다. 이 지역의 토후들과 해적들이 하도 영국의 상선을 약탈하는 일이 잦자, 참다못한 영국이 군대를 파견하였으며 토후국들은 '서양의 상선을 영구적으로 공격하지 않는다'라는 각서를 쓰고 영국의 보호령으로 들어갔다. 1820년 1월 8일 영국과 아라비아반도의 셰흐들 사이에 체결된 해상 조약에 따라 휴전 오만이 수립되었고 1853년에는 영국과의 항구적인 해상 휴전 조약이 체결되었다. 원래 영국은 사막과 모래뿐이었던 당시의 아랍에미리트 지방에 큰 관심을 보이지 않았으나, 이후 아랍 지역에서 석유와 유전이 대규모로 발견되자 이의 중요성을 인지한 영국은 이를 대대적으로 탐사하여 막대한 부를 끌어가려 하였다. 하지만 1966년에 이르자 영국도 세가 기울어 더는 효과적으로 아랍 지역을 통치할 수 없다는 사실을 자인하게 되었으며, 영국군도 아랍 현지 반발 세력들을 제압하기에는 너무나 넓게 펴져 있어 효율성이 떨어진다는 것을 깨닫게 되었다. 1968년에는 해럴드 윌슨 총리가 아랍 지역을 점차 독립시키겠다는 정부의 생각을 발표했고, 1971년에 에드워드 히스 총리가 이를 재확인하였다. 다만 이 결정이 공식적으로 발표된 후, 영국의 보호 아래 권력을 누리고 있던 아부다비의 유력자들은 영국의 결정을 번복하려 시도하였으나, 노동당이 권력을 잡고 있던 영국은 이를 거부하였다. 이후 영국이 최종적으로 아랍 지역에서 철수할 것이라고 발표하자, 아랍 지역의 9명의 토후는 서로 모여 연합체를 구성하려 하였으나, 내부 간의 불화 때문에 제대로 결정한 것이 없었다. 이 때문에 영국군이 그해 12월에 철수한다고 하는 통보가 왔음에도 아랍 현지에서는 제대로 된 정부 구성이 이루어지지 않은 것이다. 독립의 날이 점차 가까워지자, 아랍 지역 내부에서도 무정부 상태에 대한 불안감이 증폭되었다. 게다가 이란의 무장 집단이 걸프만 하구에 상륙, 섬을 강탈하고 현지인들을 쫓아내는 일을 벌였는데, 영국군도 이를 그저 지켜만 보고 있으며 혼란은 더욱 가중되었다. 이 집단들은 아부 무사 섬에도 접근하였으나, 그곳의 토후가 이란과 빠른 협상을 벌여 1년에 3백만 달러를 내고 임차해 주기로 하며 혼란이 일단락되었다. 그 와중에 사우디아라비아는 아부다비의 수로 사용권을 요구하였다.
본디 바레인과 카타르는 아랍에미리트에 포함되어 독립하기로 예정되어 있었으나, 바레인은 1971년 8월에, 카타르는 9월에 독립하며 아랍에미리트와는 다른 독자노선을 갔다. 한편 영국과 아랍 셰흐들 간의 조약은 1971년 12월에 만료되었고, 아랍인들은 그해 12월 2일에 완전한 독립을 이루었다. 1971년 12월 2일에 6명의 토후국이 모여 새 국가의 이름을 '아랍에미리트(United Arab Emirates)'로 하기로 하였다. 1972년에는 7명의 토후가 임명한 40명의 위원으로 구성된 연방 국가위원회가 창설되었고 1971년 12월 6일에 아랍 연맹에, 12월 9일에는 국제연합에 가입하였다. 아랍에미리트는 걸프 협력 회의의 창립 국으로 참여하였으며, 아부다비에서 첫 회의를 개최하며 국제 무대에 데뷔하였다.
19세의 아부다비 소년이었던 '압둘라 모하메드 알 마이나'가 1971년에 공식적인 아랍에미리트 국기를 제작하였다. 아랍에미리트의 국기는 아랍의 상징색인 붉은색, 검은색, 초록색, 흰색이 담겼으며, 다른 토후국들이 연합하여 미래를 위해 나아간다는 의미를 담았다. 1971년 12월 2일에 공식 채택되었으며, 알 마이나는 후에 체코에 아랍에미리트 대사로 파견되었다.

### 독립 이후
아랍에미리트는 2001년에 아프가니스탄에서 준동하는 탈레반, 2003년 이라크의 사담 후세인과 맞서기 위하여 미국과 군사적 동맹을 맺었고, 막대한 무기를 수입하며 군사력을 증강했다. 또한 아프리카의 뿔 지역에서 일어나는 테러와의 전쟁에도 참가하기도 하였다. 1994년에는 미국과 방어 조약을 맺었으며, 몇 년 후에는 프랑스와도 방어 조약을 맺으며 군사적으로 협력도를 끌어올렸다. 2008년 1월에는 프랑스와 조약을 맺어 아부다비 인근에 영구적인 프랑스 군기지 주둔을 허가하기도 하였고, 2011년 3월에는 리비아에서 벌어지는 원정에 군인들을 파견하기도 하였다.
2004년 11월 2일, 아랍에미리트의 첫 대통령이었던 셰이크 자이드 빈 술탄 알나하얀이 사망하였다. 이후 할리파 빈 자이드 알나하얀이 새로운 대통령으로 선출되었다. 아랍에미리트는 헌법에 따라 각 토후국의 국왕, 즉 칼리파들을 대통령으로 선출한다. 이후에는 무함마드 빈 자이드 알 나히얀이 아부다비의 왕세제로 아부다비의 칼리파직을 승계하였다. 2006년 1월에는 두바이의 국왕이자 총리였던 막툼 빈 라시드 알막툼이 사망하였고, 무함마드 빈 라시드 알막툼이 아랍에미리트의 총리직과 두바이 국왕직을 모두 승계하였다.

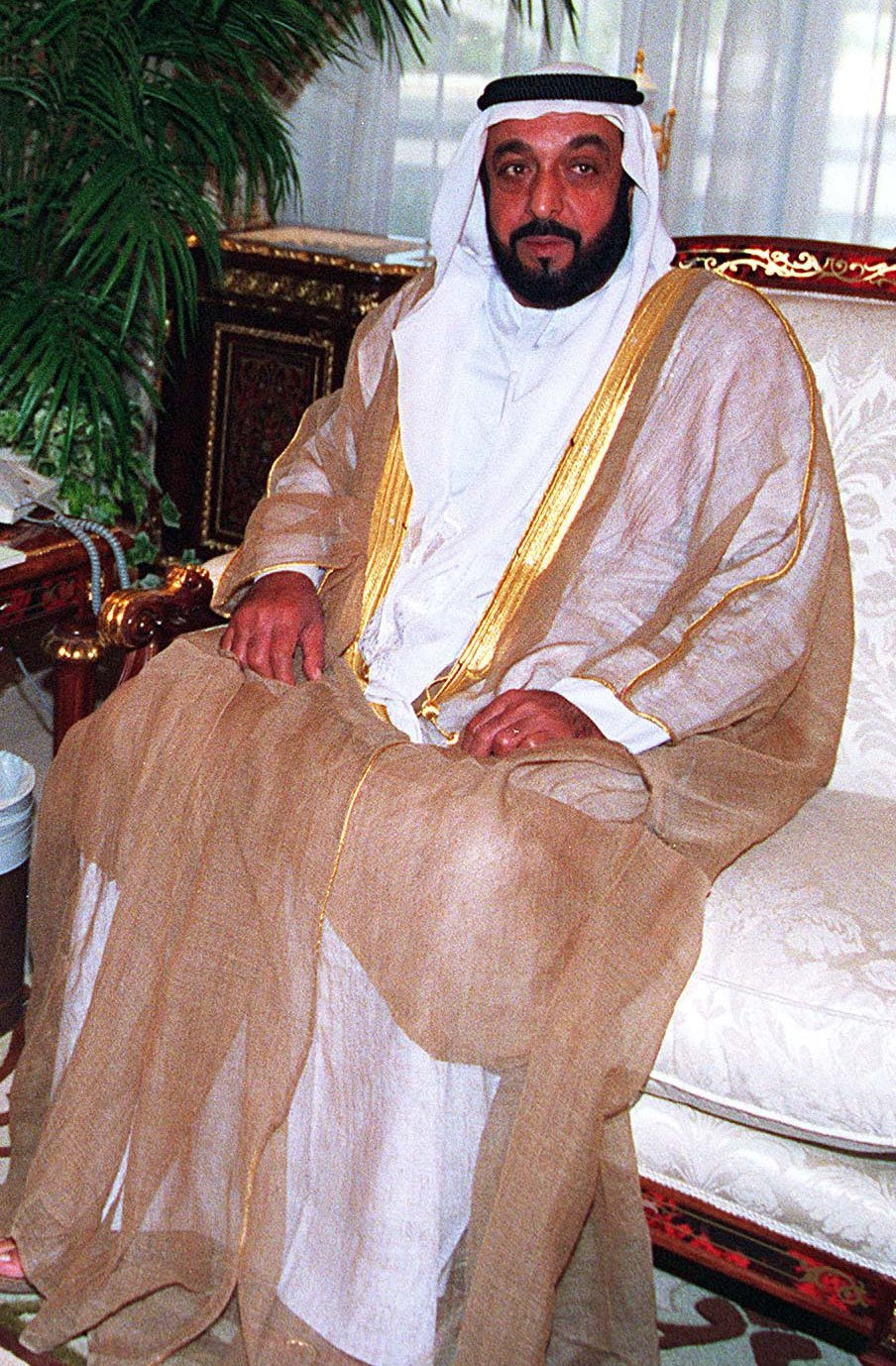
할리파 빈 자예드 알나히얀 대통령

## 정치
1952년 7개 부족 통치자로 구성된 '걸프 지역 영국 보호령 연합위원회'를 설립해 '연합 국가' 건국을 시도하였고, 1971년 12월 2일 6개의 토후국(Emirate)이 '아랍에미리트연합국'을 창설하였고, 이후 1972년 라스 알 카이마가 연합에 합류하였다.
헌법이 명시한 최고 행정 및 입법기관은 '연방 최고회의'(Federal Supreme Council)로 7개의 토후국의 통치자로 구성되고, 대통령과 총리 내각을 선출한다. 대통령은 임기 5년의 국가원수로 관례로 아부다비 통치자가 선출되며 아랍에미리트 통합군 총사령관을 겸직한다. 연방 총리는 내각의 수반으로 임기는 5년이며, 대통령이 제청하여 연방 최고회의 동의로 선출된다. 관례로 두바이 통치자가 선출되며 부통령직을 겸직한다. 아부다비 왕가인 알 나흐얀 가(Nahyan)는 연방정부 예산의 70%를 부담하고 있다.
내각은 연방 총리의 제청으로 연방 최고회의에서 선출하며, 법안 발의 및 연방 예산 승인, 연방정부 감독의 역할을 한다. 각 토후국 간의 권력 구조에 따라 각료가 배분된다.
아부다비가 외교, 내무, 정보 등 6명의 장관들을 선출하고 두바이와 샤르자가 각각 국방, 재정, 경제, 무역 등을 나누어 가진다. 푸자이라, 라스 알 카이마가 2개씩, 움알쿠아인이 1명을 배정받는다. 각료회의(Council of Ministers)은 행정부의 최고 기구로, 대통령, 총리, 부총리 등으로 이루어져 현재 총 22명의 각료들이 있다. 국방장관은 부통령 겸 총리가 겸임하며, 국무를 담당하는 장관은 금융과 산업 담당, 내각 담당, 외교 담당, 연방 담당 장관들이 있다.
군사력은 총 70,000명으로 육군 47,500명, 해군 2,500명, 공군 9,000명 등으로 구성되어 있다. 2014년 모병제에서 18~30세 남성이 2년 동안 복무하는 징병제로 전환되었다.
다만 구성한 토후국의 자치를 보장하기 위하여 아랍에미리트 연방정부의 담당은 오직 연방 전체에 영향을 미치는 일에만 한정되어 있고, 연방정부는 각 토후국에서 일정한 비율로 세금을 걷어 국정을 운영한다. 아랍에미리트는 자국의 통치자들을 이슬람의 칭호인 아미르 대신 셰흐라는 칭호로 부른다. 셰흐의 칭호는 부족 중심으로 나뉘어 있던 아라비아반도의 전통이 현재까지 내려온 산물인데, 당시 아라비아에서 셰흐는 지도자, 연장자, 혹은 부족장을 의미했는데 이것이 아직도 살아남아 현재 아랍에미리트를 구성한 토후국들의 공식적인 칭호로 자리 잡은 것이다.
아랍에미리트 역사상 1번의 예외를 제외하고는 총리들이 부통령직을 겸임하기도 한다. 자예드 빈 술탄 알나히얀은 아랍에미리트의 국부(國父)이며, 2004년 11월 2일에 세상을 하직하기 전까지 아랍에미리트의 대통령직을 맡았다. 그가 죽은 직후 최고회의에서는 그의 아들인 할리파 빈 자이드 알나하얀을 새로운 대통령으로 선출하였다.
연방 평의회는 입법기관의 하나나, 그 기능은 심의에 국한되어 있다. 앞에서 본 바와 같이 입법권은 각료회의, 연방 평의회, 최고회의가 나누어 행사하기 때문에 입법권 행사에 있어서 평의회의 비중은 상대적으로 크지 않다. 헌법에 따르면, 연방 평의회는 총 40명의 의원으로 구성되는데, 의원은 헌법에 정해진 의석수에 따라 각 토후국에서 선출된다. 의석 배분은 연합 내에서의 정치적, 경제적 영향력의 순으로 배분되므로, 아부다비와 두바이는 8석을, 샤르자와 라스 알 카이마는 6석을, 아야만, 움알쿠아인, 푸자이라는 각각 4석을 배분받고 있다. 원래 평의회의 구성은 전적으로 각 토후국의 대표에게 일임되어 있었으나, 2005년 셰흐 노하메드 빈 라시드가 두바이의 대표가 되고, 동시에 국무총리와 부통령으로 선출되면서 간접선거 방식으로 개편되었다. 이에 따라 각 토후국의 대표들은 배분받은 의석의 절반은 선거인단을 구성하여 선출하고, 다른 절반은 자신이 지명하고 있다. 이러한 선거제도의 개혁은 UAE 정치 제도에 있어서 국민의 참여를 증대시키기 위한 개혁 정책의 하나로 추진된 것이다. 국가 개혁 프로그램을 추진하면서 연방 평의회가 좀 더 역동적인 기능을 하게 하기 위한 목적으로 그 구성의 절반은 선거에 의하도록 한 것이다. 2008년 12월에 최고회의는 연방 평의회의 권한을 강화하는 것을 내용으로 하는 헌법 개 정을 승인했다. 헌법 제72조는 평의회 의원의 임기를 2년에서 4년으로 연장하는 것으로 수정되었고, 제78조는 평의회의 회기를 매년 10월 3일에 시작하는 것으로 함으로써 내각과의 공조를 원활하게 하도록 수정되었으며, 헌법 제91조는 정부 가 국제 협정이나 협약에 서명하기 전에 그 내용을 평의회에 통지함으로써 평의회가 인준하기 전에 미리 논의할 수 있는 기회를 얻도록 하였다. 의원이 되기 위한 자격요건은 헌법 제70조에 따르면 아랍에미리트의 국민이면서, 자신이 대표하는 토후국의 거주자여야 하고, 25세 이상이어야 하고, 시민권 및 좋은 품성과 품행을 가지고 있어야 하며, 읽고 쓰는 데 지장이 없어야 한다. 의원은 2년 임기로 선출되고, 연임이 가능하며 다른 공직과 겸임이 불가능하다. 의원은 발언 및 표결의 자유가 인정되므로, 평의회 본회의나 위원회에서 행한 발언에 대해서는 검열이 이루어지지 않는다. 또한 헌법 제82조에 따르면 의원은 중범죄를 저지른 경우를 제외하고는 회기 중에 평의회의 동의 없이 의원에 대한 형사절차가 개시되어서도 안 된다. 만일 폐회 중에 의원에 대한 체포, 구속이 시행될 때는 곧 평의회에 보고되어야 한다. 평의회에는 의장, 제1, 2 부의장 및 2명의 감사로 구성된 사무국이 존재하며, 의장과 부의장의 임기는 평의회가 활동이 종료되거나 헌법 제88조 제2항에 따라 해산하는 때까지이고, 감사들의 임기는 다음 정기회의 개회에서 새로운 감사가 선출됨으로써 종료된다. 또한 평의회에는 사무총장을 두고 평의회에 직접 책임을 지는 수많은 공무원의 지원을 받도록 한다. 한편 평의회는 복무 조건과 권한을 규정하기 위한 규칙을 발할 수 있다. 동규는 의장과 부의장, 감사의 권한, 평의회의 권한 범위를 확정하고, 그 위원회와 위원, 사무국 직원, 피고용인에 대해 규정하고, 의결 절차 등을 규정한다.
헌법에 따르면 각 토후국의 대표로 구성되는 연방 최고회의는 국가 내 최고의 권한을 행사한다. 즉, 최고회의에서 대통령과 부통령이 선출되고, 헌법에 따라서 연방에 부여된 모든 사안에 관한 일반 정책의 수립, 국가의 목적을 달성하고, 구성 토후국의 공동 이익을 도모하기 위한 안건의 심의, 연방 법률 및 명령의 인준, 국제 조약 등의 비준, 대통령, 법원장, 각료회의 의장 등의 임명 승인 등을 담당한다. 각료회의의 의장은 대통령이 최고회의의 자문을 거쳐 선출한 국무총리가 된다. 연방 법률의 제·개정 절차에도 최고회의가 최종 절차인 인준을 담당하므로, 최고회의를 거쳐야만 비로소 법률로 확정될 수 있다. 최고회의의 의사결정은 다수결에 의하나, 중요한 문제에 대해서는 2/3의 찬성 방식에 따라 결정한다.
외부 전문가들은 아랍에미리트를 '독재 체제'로 규정하는 경우가 잦다. 뉴욕타임스는 사설에서 아랍에미리트가 '현대적, 진보적인 요소를 옅게 가미한 독재 체제'라고 평한 바 있으며, 아랍에미리트는 시민권과 정치권을 평가하였을 때도 세계에서 하위권에 속하는 나라이다. 프리덤하우스가 설문한 결과에 의하면 아랍에미리트는 'Not Free', 즉 자유롭지 못한 나라이며 국경 없는 기자회가 집계한 통계에서도 낮은 자유도를 기록하였다. 1997년 4월, 아랍에미리트의 대통령이었던 셰흐 자예드에게 왜 아랍에미리트에는 국민이 직접 선거를 통하여 선출하는 고위공직자가 없냐고 질문하였을때 , 자예드 대통령은 아래와 같이 답했다.
왜 우리가 반대와 갈등을 불러일으키는 체제를 도입하기 위하여 우리의 시민들을 만족시키는 현재의 전통적인 체제를 버려야 한다는 말인가? 우리의 정부 체제는 우리 고유의 종교에 기반한 체제이며, 이 것이 국민들이 원하는 것이다. 만일 국민들이 이를 원치 않는다면, 나는 언제든지 대안에 귀를 기울일 준비가 되어 있다. 아랍에미리트 정부는 언제나 국민들에게 목소리를 내달라고 말한다. 우리는 모두 한 배에 타고 있고, 우리 모두가 선장이자 선원이다. 정부의 문은 모두에게 열려있고, 국민들도 이를 잘 알고 있다. 신은 모두를 동등하게 창조하셨으며, 모든 이들은 선택의 자유를 누릴 권리가 있다. 그 누구도 타인에게 마치 그들을 소유한 것처럼 대할 수는 없다.— 자예드 아랍에미리트 대통령

## 외교
아랍에미리트 대외정책 기조는 비동맹 중립 정책을 통해 외세로부터 정치·경제적 독립을 유지하고, 역내 협력 강화로 우호 관계를 유지하는 것이다. 아랍에미리트는 각국 국내 문제에 불간섭하고 주권 독립 존중, 무력에 의한 점령 반대 기조를 하고 있다. 막대한 석유 수익으로 주변 중동·아랍 국가들에 대한 경제적 지원을 하고 있다.
아랍에미리트는 OPEC과 UN의 핵심 회원국이며, 걸프 협력 회의의 창립 국이기도 하다.

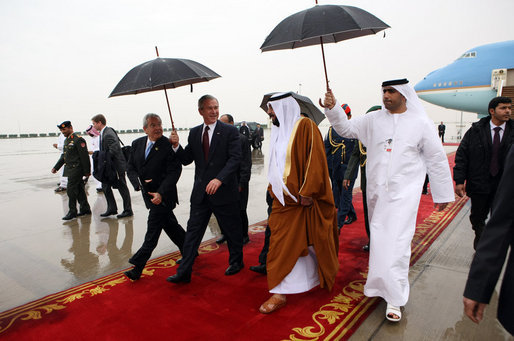
조지 W. 부시 대통령과 할리파 빈 자예드 알나히얀 국왕

아랍에미리트는 특히 이집트와 관계가 가까우며, 아랍 국가들 중 이집트에 가장 막대한 투자를 하는 나라이기도 하다. 또한 파키스탄은 아랍에미리트를 최초로 공인한 나라들 중 하나이며, 현재 아랍에미리트의 가장 중요한 경제적, 외교적 협력국이다. 중화인민공화국과는 경제적 협력과 교류를 통하여 대단히 밀접한 관계를 맺고 있으며, 정치적, 문화적으로도 많은 교류가 이루어지고 있다. 아랍에미리트에 소재하는 외국인들 중 가장 많은 사람들이 바로 인도인들이며, 이때문에 인도와 문화적으로 친숙하기도 하다. 1971년 영국이 아랍에미리트에서 철수할 적에, 신생 아랍에미리트 정부는 페르시아 만의 3개의 섬들을 두고 이란 정부와 영유권 분쟁을 벌였다. 아랍에미리트 정부는 이 사안을 국제사법재판소에 회부하려 하였으나, 이란 정부가 이를 거부하였고 이 문제는 현재 진행형으로 남아있다. 다만 이같은 분쟁이 양국 간 관계의 심각한 악화로 이어지지는 않았는데, 이란과 아랍에미리트가 워낙 경제적, 문화적으로 교류가 깊기 때문이었다. 아랍에미리트는 역사적으로도 영국, 독일과도 오래된 친선 관계를 이어왔으며, 실제로도 많은 영국인들과 독일인들이 현재 아랍에미리트에 외국인 신분으로 거주하고있다. 토니 블레어 전 영국 총리는 아부다비의 국부 펀드인 무바달라 펀드에 조언자로 고용되어 일하기도 하였다.
아랍에미리트는 미국과 전략적으로 굉장히 깊은 관계를 맺고 있다. 전문가들은 아랍에미리트를 걸프 만 지역에서 미국의 가장 핵심적인 동맹이라 부르기도 하며, 미국은 아랍에미리트에 3개에 달하는 군기지를 두어 운용하고 있다. 아랍에미리트는 중동에서 유일하게 미국으로 자유롭게 여행갈 수 있는 나라이며, 미국은 테러리즘 등을 방지하기 위하여 추가적으로 실시하는 검사도 아랍에미리트의 국민들에 한하여 대체적으로 하지 않는다. 2013년에는 아랍에미리트는 미국 정계에 막대한 로비를 퍼부었으며, 세계에서 미국 정계에 가장 많은 로비를 한 나라이기도 하였다. 한편 이란이 미국과의 적대적인 관계로 인하여 석유 공급의 생명선인 호르무즈 해협을 지속적으로 차단하겠다고 위협하자, 호르무즈 해협을 통하여 원유를 소송하던 아랍에미리트도 이에 위협을 느끼고 혹시모를 상황에 대비하여 푸자이라와 아부다비를 잇는 원유 수송관을 2012년 6월에 새로 개통하였다.
아랍에미리트는 탈레반을 공식적인 아프가니스탄 정부로 인정하는 3개국 중 하나였다. 나머지 2개국은 사우디아라비아와 파키스탄이다. 아랍에미리트는 미국의 동의를 얻어 알카에다의 지도자인 오사마 빈 라덴과의 연을 끊는 것, 아프가니스탄의 헌법을 존중하는 것, 무력을 버리고 폭력을 멈추는 것, 이 세가지의 조건을 들어 탈레반의 대사를 국내에 데려오려 시도하기도 하였다. 다만 탈레반은 위와 같은 세개의 조건들을 모두 거절했고, 아랍에미리트는 위의 제안을 완전히 철회하였다. 다만 2001년에 9.11 테러가 뉴욕에서 일어난 직후, 아랍에미리트는 탈레반과의 모든 공식적인 관계를 끊어버렸다.
아랍에미리트는 사우디아라비아 주도의 예멘 내정 간섭에 활발히 참여하고 있으며, 예멘 합법 정부와 예멘 남부의 남부과도협의회(Southern Transitional Council)을 둘다 지지한다. 다만 이 사우디아라비아 주도의 동맹군들은 민간인들을 상대로 공습을 한다는 국제적인 비판을 받고 있으며, 2018년에 알나히얀이 프랑스 파리를 방문하였을 때에는 인권운동가들이 그의 동선을 따라 그를 '예멘에서의 전쟁 범죄와 비인간적인 살상을 저지른 자'라고 공개 비난하기도 하였다. 언론들은 아랍에미리트가 예멘의 내정을 진정시키는 것이 아니라, 예멘 내부의 알카에다 세력에게 무기를 팔아넘겨 후티군과 맞서 싸우게 조장하고 있다는 비난이 나왔다.
사우디아라비아와 아랍에미리트는 2015년, 사우디아라비아에서 살만 빈 압둘아지즈 알사우드가 국왕으로 즉위하고 무함마드 빈 살만 알사우드가 2017년에 왕세자로 오른 이후 급격히 가까워졌다. 2017년 6월에는 아랍 국가들과 아프리카 대부분 국가들이 카타르가 테러리즘을 공공연하게 지원하였다는 이유로 카타르와의 국교를 단절하였다. 아랍에미리트는 사우디아라비아가 2018년에 캐나다와 분쟁을 벌일 때에 사우디아라비아의 편을 들기도 하였으며, 사우디아라비아의 언론인 자말 까슈끄지가 정부에 의하여 계획적으로 살해되었을 때에도 사우디아라비아 정부의 편을 들어주었다.

### 대한 관계
1980년 6월 18일 대한민국과 수교하였다. 대한민국은 1980년 12월에 대사관을 개설하였고, 2008년 3월에 두바이에 총영사관을 개설하였다. 아랍에미리트는 1987년 3월에 대사관을 개설하였다.
대사관은 아부다비에 있다.
2009년 12월 27일 대한민국에게 원자력발전소를 발주했다.
인천국제공항에서 하루 1편의 두바이행(KE951) 대한항공과 하루 1편의 두바이행(EK323)에미레이트 항공, 아부다비행(EY876) 에티하드 항공 1편이 아랍에미리트로 취항한다.
그리고 최근 임종석 비서실장과 접촉을 가지며 양국간의 우호적인 관계를 과시하였다.
문재인 대통령은 아부다비와 두바이를 2018년 3월 24일부터 27일까지 국빈 방문하였다.2020년 대대적으로 발발한 코로나 19 사태에서, 대한민국에서 수출한 진단키트를 먼저 받은 국가도 아랍에미리트였다.
2021년 기준 대한민국의 아랍에미리트 교역규모는 수출 40억 달러, 수입 73억 달러이며 대한민국 기업은 170여개사가 진출하였다. 2021년 기준 대한민국 재외동포는 약 9,642명이다.

### 대일 관계
아랍에미리트는 일본과 대체적으로 우호적이며 아랍에미리트와 일본은 무역이 가장 중요한 역할을 하고있다.

### 대중 관계
아랍에미리트는 하나의 중국 원칙에 의거하여 중화인민공화국과의 외교 관계를 맺고 있는 중이지만, 중화민국의 경우 비공식적인 관계를 계속 유지하고 있다.

### 대 이스라엘 관계
아랍에미리트는 아라비아반도 내에 속한 국가 중에서 유일하게 이스라엘과의 평화 협정이 체결되면서 정식으로 외교 관계를 맺고 있다.

### 대 카타르 관계
아랍에미리트는 카타르와의 관계를 2017년 6월 단절하였다. 자세한 사항은 2017년 카타르 외교 위기 문서를 참조하라.

## 지리
북쪽 페르시아만에 접해 있다. 바다에 접해 있으나 대부분의 지역이 사막에 위치해 있으며, 건조한 사막 기후를 보이는 곳이다. 아랍에미리트는 세계적으로 원유를 사우디아라비아만큼 많이 보유하고 있는 산유국이다.

### 자연
국토의 대부분은 사막 지대이나, 페르시아만 연안부는 평탄하고 염분이 많으며, 사우디아라비아 국경의 알아인 지방은 풍요로운 오아시스 지대이다. 북동부의 무산둠 반도 동부에는 남북 80km에 걸치는 아하다르 산맥이 있으며, 최고봉은 약 3,000m이다. 페르시아 만 연안의 해안선은 복잡하게 얽혀 있고, 바다는 멀리까지 수심이 얕고 먼 바다에는 많은 섬과 산호초가 떠 있다.

### 기후
고온 건조한 사막 지대이다. 여름에는 50°C까지 올라간다.

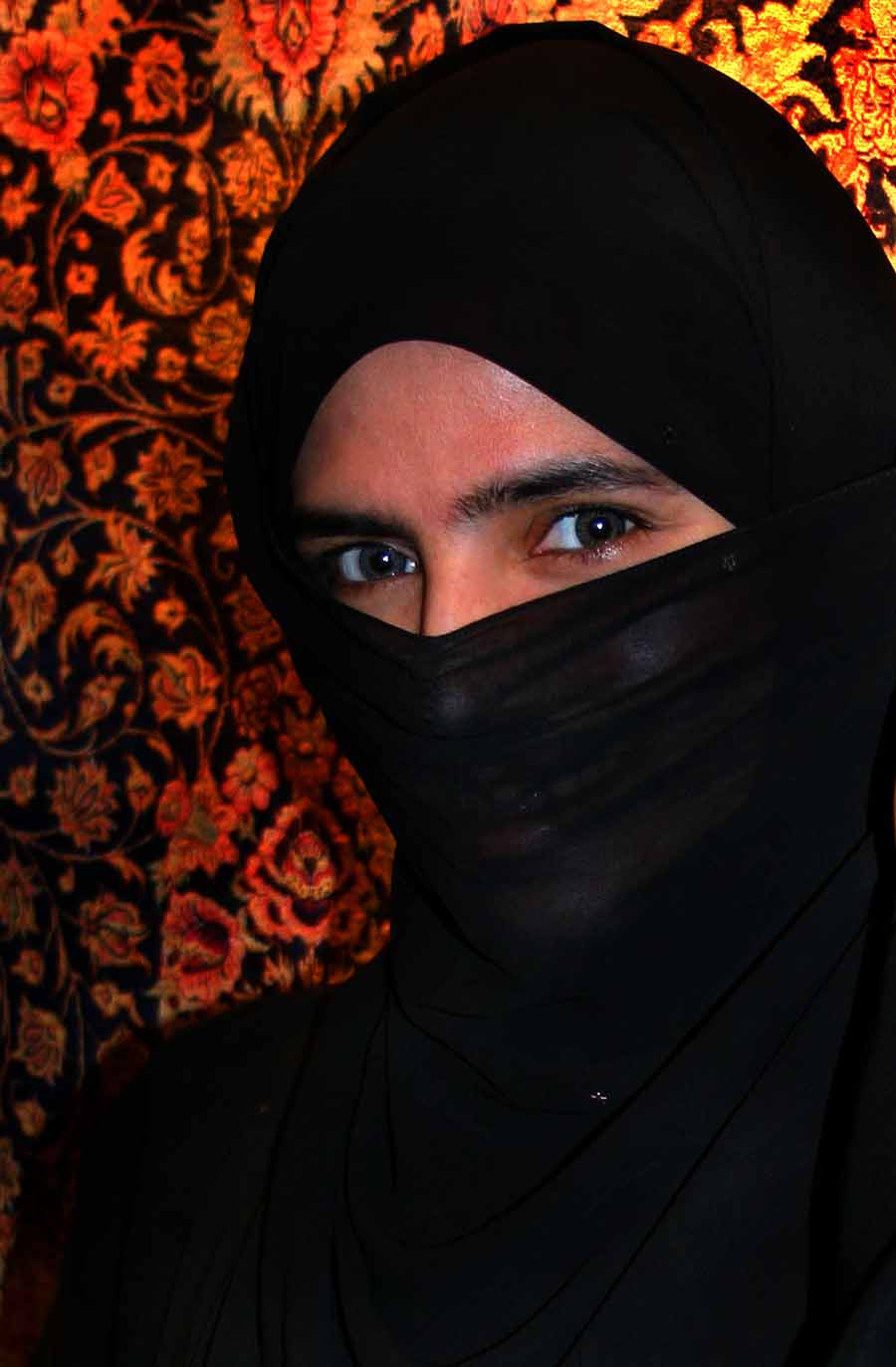
아랍에미리트의 여인

## 사회
아랍에미리트는 인구 구성 중 이주민의 비중이 매우 높은 나라로, 에미리트인은 전체 주민의 약 19%이다. 에미리트인 외의 아랍인과 이란인이 23%, 인도계를 중심으로 한 남아시아인이 50%, 동남아시아 및 유럽 등의 이주민이 8%를 차지한다. 언어는 아랍어가 공용어이지만, 영국으로부터 비교적 최근에 독립했고 외국출신 이주민이 많이 거주하고 있기 때문에 영어가 두루 쓰인다.
아랍에미리트의 문화는 기본적으로 아라비아의 문화에 기반하며, 페르시아, 인도, 동아프리카의 영향을 받았다. 특히 건축의 경우, 아라비아와 페르시아 양식에서 영감을 받은 건축양식이 고유한 에미리트식 건축양식으로 자리잡았다. 페르시아 양식은 그 외에도 민속화, 건물 등에 큰 영향을 미쳤고, 특히 페르시아에서 전래된 바르질(Barjeel)이라고 불리는 바람창은 에미리트의 건축물들을 상징하는 양식으로 여겨진다. 이는 19세기 초, 세금을 피하여 아랍에미리트로 도망쳐 온 페르시아의 상인과 무역상들로부터 영향을 받는 것이다.
아랍에미리트의 사회는 매우 다양하다. 아랍에미리트의 주요 공휴일은 라마단이 끝난 것을 기념하는 이드 알피트르와 12월 2일의 독립기념일 등이 있다. 남성들은 주로 토브(Thobe)라고 불리는, 발목까지 내려오는 흰색 의복을 주로 입는다. 이는 주로 직물이나 솜으로 짜여있다. 여성의 경우에는 아바야라고 불리는 몸 대부분을 덮는 검은빛 의복을 입는 경우가 많다. 또한 대체적으로 수수한 의복을 정부 차원에서 장려하는데, 이는 검소함을 지향하는 이슬람 율법의 영향이다. 아랍에미리트에 있는 대부분의 쇼핑몰에서는 입구에서 격에 맞는 의복을 입고 올 것을 요구하며, 이에 맞지 않는 옷을 입거나 노출이 너무 심한 옷을 입은 사람들은 출입을 허가하지 않기도 한다. 다만 이에도 불구하고 수영장이나 해변에서는 수영복을 입는 것을 허가해 주기도 한다. 사람들이 모스크를 출입할 때에는 특히 더 보수적인 복장을 하고 올 것을 요구한다. 모스크들은 관광객들을 위하여 남성과 여성을 위한 의복을 미리 준비해주고 입구에서 돈을 받고 대여해주기도 한다.
아랍에미리트의 시문학은 8세기의 아랍 학자인 알 칼리 빈 아흐메드에게 큰 영향을 받았다. 아랍에미리트에서 가장 오래된 시인은 1432년과 1437년 사이에 출생한 대시인 이븐 마지드이다. 또한 가장 유명한 시인은 1880년에 태어나 1954년에 별세한 무바라크 알 오카이리, 1887년에 태어나 1959년에 죽은 알리 알 오와이스, 1905년에 태어나 1976년에 하직한 아흐메드 빈 수라옘 등이 있다.

### 샤리아법
아랍에미리트는 기본적으로 이슬람 국가이며, 이슬람 율법인 샤리아를 국가 법체계에 적용하여 광범위하게 펼친다. 샤리아는 특히 간통과 같은 중범죄에 적용되는 경우가 많으며, 그 외에도 혼전 성교, 도둑질, 음주와 관련 범죄에도 적용되어 매우 엄격한 잣대를 들이댄다. 샤리아는 결혼, 이혼, 자식 양육과 같은 국민들의 일상들에도 밀접한 연관이 있으며, 특히 비무슬림과 무슬림들에게 모두 적용되며 심지어는 외국인들에게까지 적용되는 경우가 잦다.
아랍에미리트의 여성들은 결혼, 혹은 재혼할 때 남성 보호자의 동의를 구해야만 하며, 원래는 샤리아법으로 통용되다가 2005년 이래에는 연방법으로까지 제정되어 완전한 법적 효력을 지니게 되었다. 모든 토후국들에서는 무슬림 여성이 비무슬림 남성과 결혼하는 것이 엄격히 금지되어 있으며, 이는 간음으로 인정되어 법률상으로 처벌받을 수 있는 중죄이다. 2012년에 실시된 조사에 의하면, 아랍에미리트 여성의 30%가 미혼이며, 이는 1995년에 실시했던 조사에서 5분의 1만이 미혼이었던 결과보다도 훨씬 더 높아진 수치이다.
공공에서 키스하는 것도 불법이며, 외국인의 경우에도 강제 추방당할 수 있다. 아부다비의 경우에서는 공공장소에서 키스를 하였다는 이유로 80대의 채찍질을 당했다. 특히 두바이의 경우, 미국의 왓츠앱을 사용하여 음성통화를 하는 것도 테러 방지를 목적으로 엄격히 금지되어 있다. 만일 이를 어겼을 경우에는 250,000 디르함을 벌금으로 내거나 국외로 추방당할 수 있다. 2015년 7월에는 오스트레일리아 국적의 사람들이 페이스북을 남용하였다는 이유로 강제추방당하는 경우도 있었다.

아랍에미리트에서는 동성애가 절대적인 불법이며, 국가적으로도 이를 탄압하고 있다. 2013년에는 한 국민이 '게이식 악수'를 하였다는 이유만으로 고발당한 적도 있으며, 아부다비 법 80조에 의하면 동성애는 최소 14년에 달하는 무거운 형량을 선고받을 수 있다고 나와 있다. 두바이의 경우에는 최소 10년 형에 달하는 중벌을 내린다.  

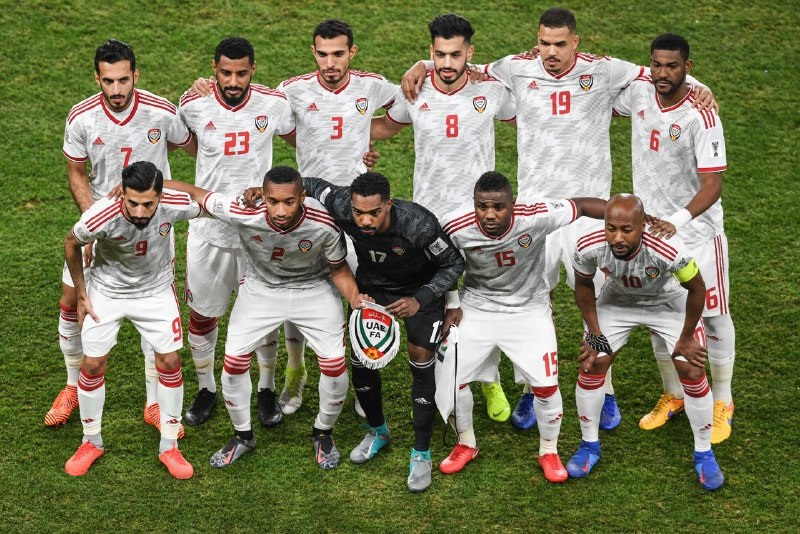
2019년 아시안컵의 아랍에미리트 대표팀

### 스포츠
포뮬라 원은 아랍에미리트에서 유난히 인기가 있는 스포츠이며, 그랑프리가 야스 마리나 서킷에서 매년 열린다. 경기는 저녁에 열리는데, 이는 낮에 시작하여 밤에 끝나는 첫 그랑프리였다.
아랍에미리트에서 인기있는 다른 스포츠 종목들에는 낙타 경주, 매 사냥, 승마, 테니스 등이 있다. 두바이 토후국은 두바이 골프 클럽, 에미리트 골프 클럽, 이 두 양대 주요 골프 클럽들의 본거지이기도 하다. 과거에는 낙타 경주의 기수로 어린이들이 쓰이는 일이 많았는데, 이것이 국제적으로 대대적인 비난을 받자 결국 아랍에미리트도 이에 굴복하여 스포츠 경기에서 어린이들을 참가시키는 모든 행위들을 금지하는 법을 제정하였고, 결과적으로는 현재에는 모든 스포츠 종목에서 어린이들이 참가하는 것을 찾아보기 힘들다. 현재 아랍에미리트에서는 어린이들을 대체하기 위하여 로봇을 사용하는 방안도 고려하고 있다. 아랍에미리트에서는 축구가 매우 대중적이다. 알 나스르 FC, 알 아인 FC, 샤르자 FC, 알 와흐다 FC, 샤바브 알아흘리 두바이 FC 등의 축구 팀들이 가장 유명하고 인기있는 축구 팀들이다. 아랍에미리트 축구연맹은 1971년에 설립되었고, 연맹은 설립된 이래 축구 경기를 조직하고 어린 선수들을 양성하고 선수들의 능력을 키우는 것에 온 힘을 쏟아왔다. 아랍에미리트는 1990년에 FIFA 월드컵에 이집트와 함께 참여하였으며, 굴프 컵 챔피언십에서도 2번이나 승리를 거둔 바 있다. 2007년 1월에 아부다비에서 열린 경기에서 처음으로 이겼으며, 2013년에는 바레인에서 열린 경기에서 승리를 거두었다. 아랍에미리트에서는 2019 AFC 아시안컵을 유치하는 데에 성공하였고, 준결승전까지도 올라갔으나 결국 카타르에게 패배하고 말았다.
크리켓은 아랍에미리트에서 가장 대중적인 스포츠들 중 하나이다. 이는 남아시아 지역 협력 연합에 소속된 국가들에서 유입된 국외자들에 의한 영향이 큰데, 특히 영국, 오스트레일리아 등의 영연방 국가들의 힘이 크다. 샤르자 크리켓 연맹 스타디움은 현재까지 4개의 국제 크리켓 경기들을 유치하였으며, 아부다비에 있는 자예드 크리켓 스타디움도 국제 크리켓 경기를 예치한 바 있다. 두바이에도 2개의 크리켓 스타디움이 따로 있고, 두바이 스포츠 시티에 DSC 크리켓 스타디움이 따로 있다. 두바이는 국제 크리켓 평의회의 본부가 소재하고 있는 곳이기도 하다.

### 교육
아랍에미리트의 교육 관련 업무는 아부다비를 제외하고는 모두 교육부가 총괄한다. 아부다비의 경우에는 아부다비 교육 위원회가 자치적으로 아부다비 학교 교과과정을 심의하고 계획한다. 아랍에미리트의 학교에는 초등학교, 중학교, 고등학교로 이루어져 있다. 공립학교들은 세금으로 운영되며, 커리큘럼은 주로 아랍에미리트 정부가 추진하고 있는 발전 방향에 맞추어져 있다.
공립학교에서 주로 쓰이는 언어는 당연히 아랍어이나, 영어도 제2언어로 상당히 중요한 언어로 사용되고 있다. 다만 공립학교 외에도 국제적인 후원을 받는 사립학교들이 대단히 많다. 공립학교들은 아랍에미리트 국민들에게는 전액 무료이고, 사립학교들은 질에 따라 그 비용이 천차만별이다. 아랍에미리트의 고등 교육은 아예 고등교육부가 총괄한다. 고등교육부는 아랍에미리트 국민들이 제대로 된 학부 과정을 밟고 최소 평균 수준의 학력을 지니게 하는 것을 최종 목표로 하며, 이에 힘입어 2015년 아랍에미리트의 성인 문해율은 93.8%에 육박하였다. 아랍에미리트는 국민들의 교육에 매우 관심이 많으며, 수많은 기관들과 연구회들을 설립하고 이에 돈을 쏟아부으며 관련 연구들을 진행하고 있다. 아랍에미리트에서 가장 명망높은 대학은 아랍에미리트 대학이고 세계 대학순위에서 대략 421위에서 430위 정도에 위치한다. 그 다음으로는 할리파 대학으로, 세계에서 441위에서 450위의 순위이다. 그 외에는 세계에서 551위에서 600위 정도의 순위를 지닌 샤르자 대학이다.

### 인권
아랍에미리트에서는 채찍질형과 투석형이 아직도 법적으로 존재한다. 이 형벌들은 이슬람교의 샤리아법에서 유래된 것으로, 2005년부터는 아예 연방법으로 제정되었다. 이 때문에 많은 사람들이 이처럼 부당한 형벌을 받아 큰 피해를 입는 경우가 현재에도 공공연하게 존재한다. 프리덤 하우스의 조사에서는 아랍에미리트가 1999년 이래로 단 한번도 'Not Free', 즉 자유롭지 못함 이상으로 올라가지를 못하였다.
아랍에미리트는 아랍의 봄도 무사히 버터냈다. 다만 이는 100여 명이 넘는 자유 운동가들을 감옥에 투옥하고 고문한 결과로, 2011년 이후부터는 아랍에미리트 정부 차원에서 강제로 반체제 인사들을 납치하여 구금하는 일들이 공공연히 자행되고 있다. 이는 단순히 에미리트 국민들에게만 적용되는 것이 아니라, 외국인들에게까지 적용되는 경우가 많으며 남녀노소를 가리지 않는다. 다만 아랍에미리트 정부는 공식적으로는 이들을 납치하였다는 사실을 부정하며, 이들이 법의 통제 밖에 있는 사람들이라 규정하며 즉답을 회피하는 모습을 보인다. 휴먼라이츠워치에 의하면 아랍에미리트 정부에 의하여 자행되는 납치와 고문은 국제적으로도 심각한 문제라고 전해진다.
아랍 인권 기구에서는 많은 피해자들을 조사하여 보고서를 발간하였는데, 이 보고서에서는 아랍에미리트 정부가 직접 나서 반체제 인사들을 납치, 고문하고 기관에서 재교육시켰다는 내용이 들어있다. 또한 구타, 전기 충격, 치료 거부 등 아랍에미리트 고문관들이 사용한 16가지의 고문 방법에 대해서도 상세히 적혀있다. 2013년에는 94명의 아랍에미리트 활동가들이 붙잡혀갔고, 정부를 전복시키려는 죄로 판결에 회부되었다. 국제인권기구들은 이 재판이 공개되지 않고 정부의 마음대로 이루어지는 것에 대하여 비판하였으며, 이 활동가들 중 한 명의 아들은 이 재판에 대하여 트위터에 트윗을 남겼다는 이유로 징역 10개월을 선고받았을 정도였다. 현재 아랍에미리트에서 밝혀진 마지막 납치 사건은 아부다비에서 3명의 누이들이 행방불명된 사건이다. 아랍에미리트 정부는 자국민이 아닌 외국인들에게도 압박을 가하여 정부의 입장을 정당화하는 데에 큰 노력을 쏟는다. 또한 외국인이 인권 활동을 벌일 시엔, '자국민과 작당하여 국가를 전복'시키려 한다고 주장하며 이도 크게 탄압하거나 강제 추방시켜버리는 경우가 잦다. 실제로 이집트 등 여러 나라의 국적을 가진 사람들이 몇 년 동안 아랍에미리트에서 일했음에도 불구하고 정부의 눈 밖에 나 며칠만에 국경 밖으로 추방된 사례가 많다.
아랍에미리트 정부는 외국인들도 납치하는 경우가 있는데, 현재 2명의 리비아인들과 2명의 카타르인들이 있다. 엠네스티는 이 카타르 국적의 남성들이 아랍에미리트에 의하여 납치되었다고 밝혔으나, 정부는 이 사실이 알려진 이후에도 피해자의 가족들에게 남성의 생사 여부에 대하여 알려주지 않았다. 또한 팔레스타인 출신의 이야드 엘 바그다디라는 인물도 있었는데, 바그다디는 유명한 블로거이자 트위터 계정 소유자였다. 허나 그는 아랍에미리트 고위층들의 심기를 거슬렸다는 이유로 경찰에 붙잡혔고, 감옥에 갇힌 후 결국 국외로 추방되었다. 바그다디는 명확한 정부가 존재하지 않는 팔레스타인 출신이었기에 제대로 이 명령에 저항할 수도 없었으며, 이스라엘과 인접한 팔레스타인령 영토로 되돌아갈 수는 없었기에 결국 말레이시아로 망명하였다. 2017년에는 아랍에미리트 정부 차원에서 프랑스인 소년이 3명의 현지인들에게 강간당한 사건도 덮으려고 하였으나, 프랑스 등 외교적인 압박이 워낙 거세어 결국 이 강간범들을 체포하여 처벌하기도 하였다.
2009년 4월, 실수로 유출된 동영상에서 자예드 빈 알나히얀 전 대통령의 아들인 이사 빈 자예드 알 나히얀이 채찍, 전기 고문도구, 손톱 뽑는 기계 등을 가지고 한 남성을 고문하는 충격적인 내용이 담겨있었다. 게다가 자동차를 몰고 남성의 몸 위로 반복적으로 지나가는 등 인간으로 할 수 없을 반인륜적 행위들이 고스란히 담겨있었던 것이다. 2009년 12월, 이사는 법정에 출두하였고, 그의 무죄를 주장하였다. 법정은 2010년 1월 10일에 이사의 무죄를 선언하며 종결되었다. 국제인권감시기구는 이 결정을 혹독히 비난하였고, 아랍에미리트 권력층들을 따로 수사할 수 있는 독립적인 수사기관을 만들라고 요구하였다. 심지어 미국 국무부도 이 판결에 의문과 우려를 표하였으며, '모든 아랍에미리트 국민들이 법 앞에 평등해야 한다'라고 밝히며 이 사건에 대하여 다시 제대로 된 심의를 할 필요가 있다고 말하였다.
최근에는 아랍에미리트에서 소수를 점하는 시아파 무슬림들이 쫓겨나는 경우가 많아지고 있다. 특히 레바논의 시아파 무슬림들이 헤즈볼라와의 연계성을 의심받아 쫓겨나는 경우가 많다. 조사 결과에 의하면 최소 4,000여 명이 넘는 시아파 무슬림들이 최근들어 강제 추방당했다고 전해진다. 여성 노동자들에 대한 심각한 성추행과 성폭행도 아랍에미리트의 심각한 문제점이다. 특히 일반인들의 주택이나 가정에서 일하는 고용 가정부들의 경우, 1980년과 2007년에 제정된 노동법들의 보호를 전혀 받지 못하며, 정부 차원에서 항의 시위들을 억압하며 절차 없이 구금하고 있기에 상황이 더욱 악화되고 있다. 2013년의 연례 보고서에서, 엠네스티는 아랍에미리트의 비참한 인권 실태를 지적하며 집회, 표현의 자유에 대한 정부의 간섭을 비판하였다. 또한 고문, 임의적인 체포, 사형제에 대해서도 신랄한 비난을 하며 시정을 촉구하였다.
2012년, 두바이 경찰이 마약 혐의로 3명의 영국인들을 체포한 후 구타와 전기 충격으로 고문을 가한 적이 있었다. 당시 데이비드 캐머런 총리는 이에 대한 심각한 '우려'를 표했고, 할리파 빈 자예드 빈 알나히얀이 2013년에 영국을 국빈 방문한 이후 2013년 7월에 3명의 구금자들은 모두 풀려났다. 2013년에는 미국 국민들과 자국민들 일부를 체포하였는데, 이는 이들이 유튜브에 두바이와 주민들을 비하하는 듯한 내용의 동영상을 업로드하였다는 이유였다. 2015년에는 외국인들이 여러 이유로 감옥에 갇히는 일들이 있었는데, 예를 들어 오스트레일리아 국적 여성이 불법 주차된 차량의 사진을 올린 후 '소셜미디어에 나쁜 말들을 썼다'라는 이유로 아랍에미리트 경찰에게 체포되었다. 이 여성은 이후 아랍에미리트에서 강제 추방당했다. 아랍에미리트에서는 동맹의 자유도 심각하게 제재를 받는다. 모든 국제 NGO들과의 연계는 무조건적으로 정부 부처의 허가를 받아야만 하며, 이 때문에 사실상 정부의 통제를 받는다고 하여도 과언이 아니다. 게다가 정부의 허가를 받은 이후에도 정부가 반포한 가이드라인과 법률을 지켜야 하며, 모든 공공활동들과 캠페인들은 일단 정부의 허가를 받아놓고 시작하여야 한다. 2018년 7월 12일, 엠네스티는 국제 보고서를 통하여 예멘에서 아랍에미리트 정부가 운영하는 감옥들에 대한 실태 조사를 촉구하였다. 2018년 9월 10일, 아랍에미리트가 운영하는 예멘의 감옥에서 몇 수감자들이 파업을 하여 자신들의 부당한 처벌과 처우에 대하여 항의하였다. 관료들은 이 파업으로 인하여 몇몇 수감자들을 풀어주었으나, 여전히 현재에도 많은 사람들을 억류하고 있다. 걸프 만의 인권 단체들은 아랍에미리트가 '순수성'을 지키기 위하여 반이슬람적 인사들을 감금, 고문하는 경우가 잦고, 가혹한 방법들을 동원하여 위협을 제거한다고 비판하였다.

## 종교
| 종교 구성 (아랍에미리트) | 종교 구성 (아랍에미리트) | 종교 구성 (아랍에미리트) | 종교 구성 (아랍에미리트) | 종교 구성 (아랍에미리트) |
| ------------------------ | ------------------------ | ------------------------ | ------------------------ | ------------------------ |
|                          |                          |                          |                          |                          |
| 이슬람                   | 이슬람                   |                          | 76%                      | 76%                      |
| 기독교                   | 기독교                   |                          | 12.6%                    | 12.6%                    |
| 힌두교                   | 힌두교                   |                          | 6.6%                     | 6.6%                     |
| 불교                     | 불교                     |                          | 2%                       | 2%                       |
| 기타                     | 기타                     |                          | 1%                       | 1%                       |
| 무종교                   | 무종교                   |                          | 1%                       | 1%                       |

아랍에미리트의 국교는 이슬람교이며, 최대 종교이기도 하다. 다만 정부는 공식적으로 타 종교들도 관용적으로 수용하기 위하여 노력하고 있으며, 정부 차원에서 이슬람 이외의 종교를 탄압하거나 간섭하는 일은 극히 드물다. 대신 아랍에미리트 정부는 이를 대가로 다른 종교 단체들도 이슬람교의 문제나 이슬람의 문제들에 간섭하는 것에 대하여 암묵적으로 금지하고 있다.
아랍에미리트 정부는 그 어떠한 형태던지 만일 그 행위가 무슬림들을 대상으로 한 개종과 선교 행위로 비쳐진다면 그 행위를 즉시 금지시킨다. 아랍에미리트에는 현재 31개의 교회가 위치하고 있으며, 두바이에 힌두교 사원이 1개 존재한다. 그 외에 시크교 사원도 1개 있고, 불교 사찰도 1개씩 있다.
2005년에 실시된 정부 조사에 의하면, 이슬람교 신자가 전체의 76%를 차지하며, 기독교가 13%이며, 그 밖의 종교인들이 11% 미만이다.이슬람교와 기독교를 제외한 타 종교인들은 대부분 힌두교도들로, 아랍에미리트에 워낙 인도인 노동자들이 많이 근무하면서 생겨난 현상이다. 무슬림들 가운데에서는 97%가 수니파이고, 3%만이 시아파로 대부분이 두바이나 샤르자에 거주하고 있다.
그러나 이슬람교도들은 돼지고기와 술을 먹지 않지만 라마단 기간에는 아무것도 먹지 않는다.

## 행정 구역

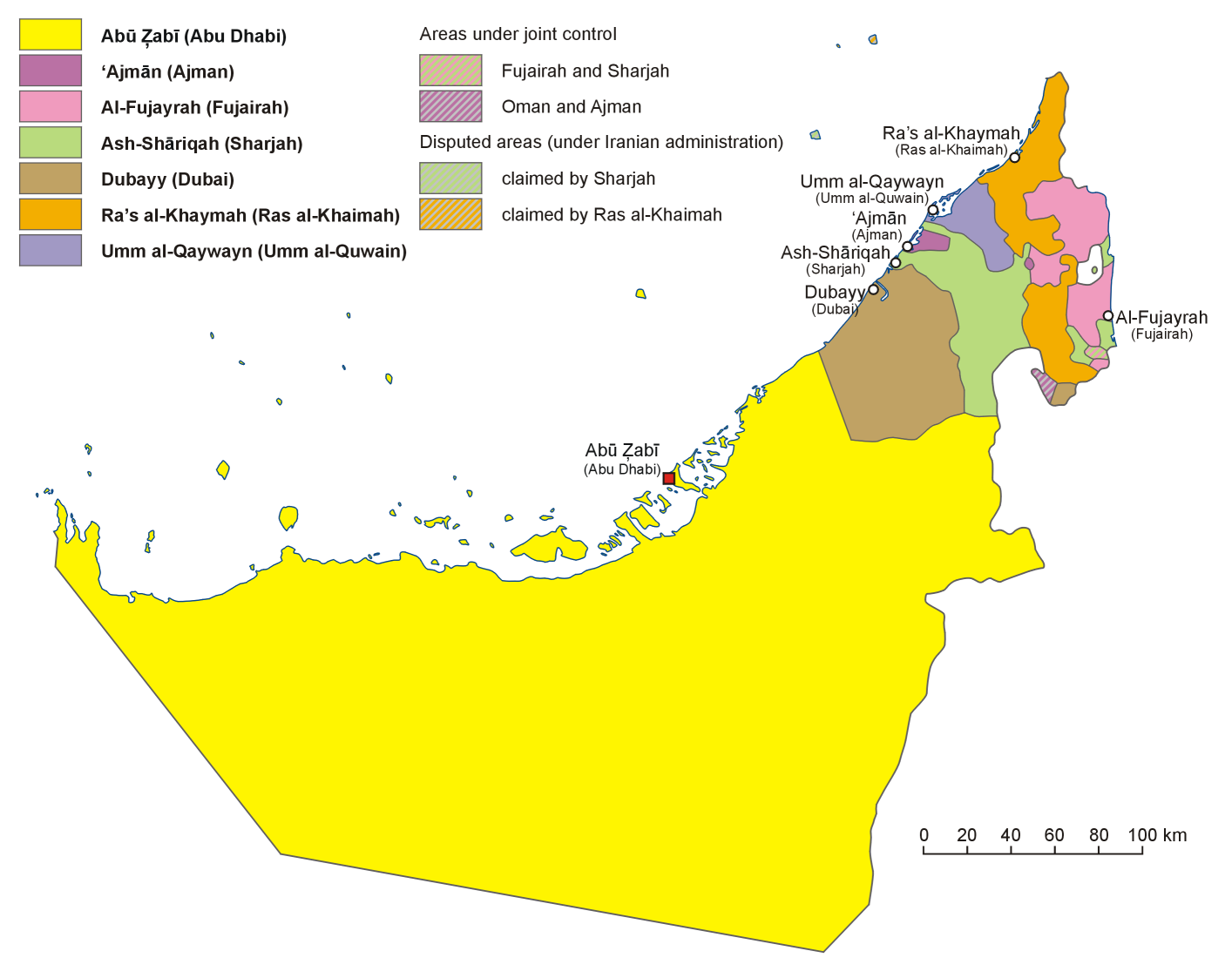
아랍에미리트의 행정 구역

아랍에미리트는 7개 토후국으로 구성되어 있는 연합 국가이다. 이 일곱 토후국들은 아부다비 토후국, 아지만 토후국, 두바이 토후국, 푸자이라 토후국, 라스알카이마 토후국, 샤르자 토후국, 움알쿠와인 토후국이 있다. 두바이에 가장 많은 인구들이 몰려 있는데, 아랍에미리트 인구의 35.6%가 이 두바이에 몰려 산다. 아랍에미리트에서 가장 강력한 아부다비는 두바이의 뒤를 이어 31.2%의 인구가 모여 살고 있는데, 이로 인하여 아랍에미리트 전체 인구의 3분의 2가 이 두바이와 아부다비에 몰려 살고 있는 것이다.
아부다비의 면적은 67,340제곱킬로미터에 육박하는데, 이는 아랍에미리트 전역의 86.7%를 차지할 정도로 에미리트들 가운데에서도 압도적으로 거대한 크기이다. 아부다비 토후국의 해안선은 400km가 넘고, 3개의 행정 구역으로 나뉘어 있다. 아부다비의 뒤를 이은 두바이 토후국의 해안선은 72km 정도로 뻗어있고 면적은 대략 3,885제곱킬로미터이다. 이는 아랍에미리트 전체 면적의 5% 밖에 되지 않는 면적이다. 샤르자 토후국은 대략 16km 정도의 해안선을 점유하고 있으며, 나머지 토후국인 아지만 토후국, 푸자이라 토후국, 라스알카이마 토후국, 움알쿠와인 토후국의 면적을 다합쳐봤자 3,881제곱킬로미터 밖에 되지 않는다. 다만 오만과 아지만 토후국이 공동통치하는 구역이 1군데 있고, 푸자이라 토후국과 샤르자 토후국이 공동통치하는 구역이 1군데 있다.

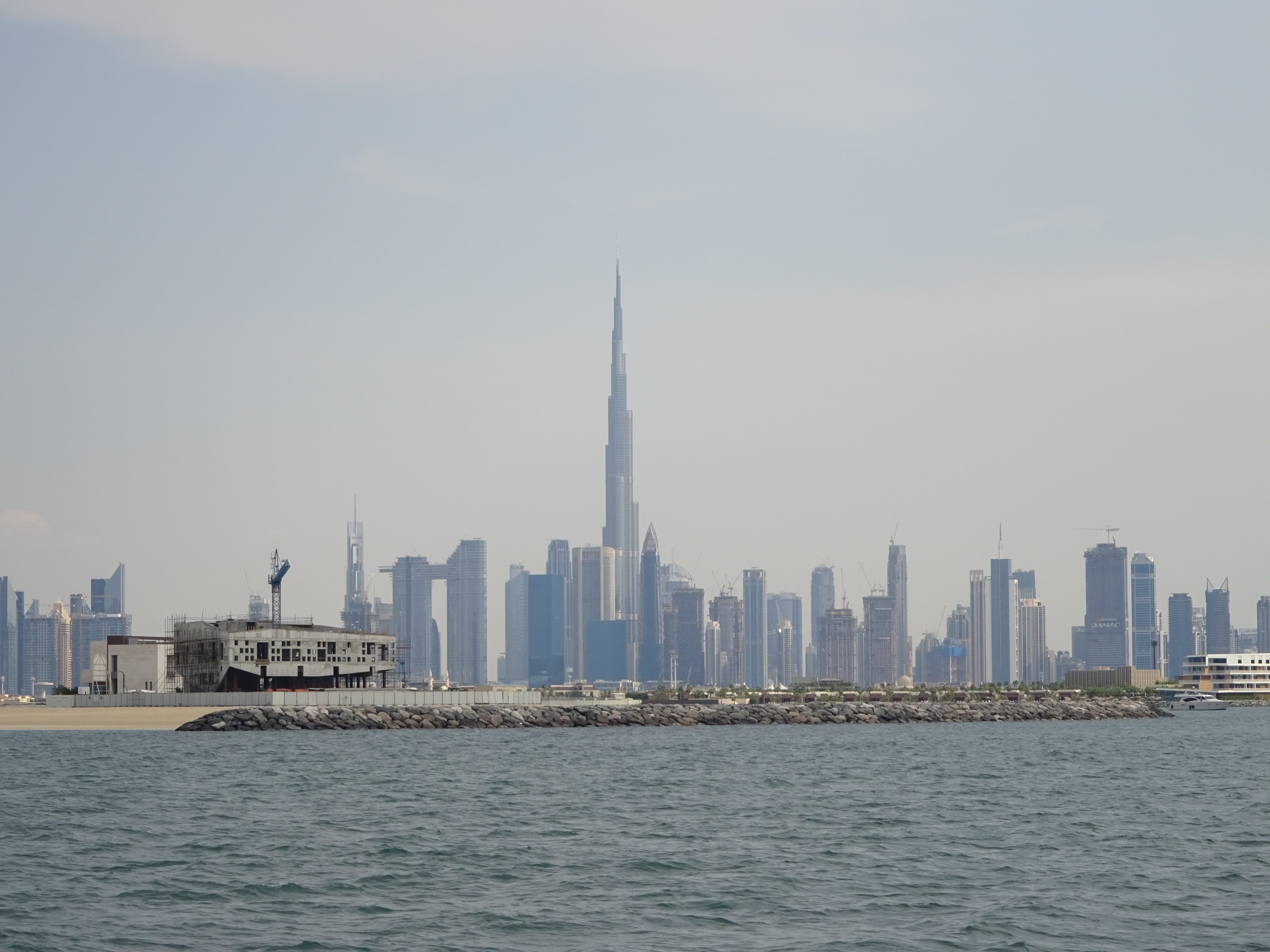
두바이의 스카이라인

| 국기 | 에미리트            | 수도         | 인구(2018년 기준) | 면적 (km2) | 면적 비율 |
| ---- | ------------------- | ------------ | ----------------- | ---------- | --------- |
|      | 아부다비 토후국     | 아부다비     | 2,784,490명       | 67,340     | 86.7%     |
|      | 아지만 토후국       | 아지만       | 372,922명         | 259        | 0.3%      |
|      | 두바이 토후국       | 두바이       | 4,177,059명       | 3,885      | 5.0%      |
|      | 푸자이라 토후국     | 푸자이라     | 152,000명         | 1,165      | 1.5%      |
|      | 라스알카이마 토후국 | 라스알카이마 | 416,600명         | 2,486      | 3.2%      |
|      | 샤르자 토후국       | 샤르자       | 2,374,132명       | 2,590      | 3.3%      |
|      | 움알쿠아인 토후국   | 움알쿠아인   | 72,000명          | 300        | 1%        |

## 경제
아랍에미리트는 석유 덕분에 50년 만에 베두인들의 부족 국가에서 세계에서 가장 부유한 국가로 급성장할 수 있었다. 아랍에미리트는 2009년에 있었던 금융 위기 때를 제외하고는 꾸준하고 인상적인 성장률을 유지해 나갔으며, 2015년부터 2019년까지는 경제 발전이 정체되며 혼란스러운 양상을 보이고 있다. 2000년과 2018년 사이, 아랍에미리트의 실질적인 GDP는 연간 4%라는 높은 수치를 기록하였으며 사우디아라비아의 뒤를 이어 걸프협력회의에서 2번째로 거대한 경제 규모를 가지고 있다. 1971년과 비교해서 2013년에는 거의 경제 규모가 231배로 팽창하였다. 석유를 제외한 물품들의 거래 규모는 1981년과 비교하여 2012년에는 약 28배로 증가하였다.아랍에미리트는 세계에서 7번째로 거대한 석유를 소유하고 있으며, 상대적으로 중동에서 진보적인 정책들과 정부의 효과적인 정책들로 인하여 지난 40년 만에 실질적인 GDP가 3배 넘게 증가할 수 있었던 것이다. 현재의 아랍에미리트는 세계에서 가장 부유한 국가들 중 하나이며, 1인당 GDP가 OECD 회원국들의 평균 GDP보다 80%가량 더 높을 정도로 매우 경제적으로 풍요롭다. 다만 두바이 등 주요 핵심 도시들이 2008년 금융 위기의 여파를 견디지 못하고 점차 정체된 경제 성장을 보이고 있으며, 아부 다비나 도하와 같은 경쟁 도시들이 급격히 발달하며 과거의 영화를 되찾지 못하고 있다.
아랍에미리트는 급격한 경제성장과 함께 인구도 상당히 증가하였다. 1975년의 인구가 55만 명 정도에 머물렀던 것에 비하여, 2018년에는 거의 1,000만 명에 달하였던 것이다. 다만 이 인구 증가는 대부분 외국에서 이주해온 외국인 노동자들로 인한 것으로, 오히려 자국민은 소수의 비율을 차지하고 있다. 아랍에미리트에는 비자 제도가 매우 유동적이며 그 기간도 짧은데, 이는 노동 시장이 자국민들의 수요에 빠르게 적응하여 거시경제적인 면에서는 상당한 이점을 준다. 이는 정부가 국가의 실업률을 3% 이하로 유지할 수 있게 하는 효과를 불러오기도 한다. 2014년과 2018년 사이, 음식, 교육, 정보통신, 예술, 부동산에서 아랍에미리트는 괄목할 만한 성장을 이루었으나, 다만 건설, 전문 서비스업, 석유와 가스 사업에서는 그다지 기대에 못미치는 실적을 내었다.
또한 길바닥을 걸레로 닦는 직업이 존재한다. (구글 로드뷰 참고 : 25°11'56.1"N 55°16'27.8"E)  길바닥을 물걸레로 닦는 경제 선진국의 모습을 보여준다.

### 금융
아랍에미리트는 안정적인 정치체제와 미래지향적인 정부 정책, 훌륭한 기반시설과 정보통신 네트워크 등을 기반하여 기업들에게 최적의 활동 환경을 제공해준다. 게다가 정부 차원에서 기업의 투자를 장려하고 보조금 등을 지원해주는 경우가 많아, 세계에서 가장 사업하기 좋은 나라들 중 하나로 손꼽힌다. 아랍에미리트는 세계은행그룹에 의하여 조사된 결과에 따르면 세계에서 기업하기 좋은 나라 26위로 선정되기도 하였다. 아랍에미리트는 그 외에도 국가 경쟁력 지표, 세계 행복도 지수, 세계 혁신 지수 등에서도 좋은 성적을 보인다. 2018년 아랍 청년 조사에서는 아랍에미리트가 생활의 질, 안전, 치안, 경제적 기회, 사업 벤처 등에 있어서 아랍 지역 전체에서 가장 높은 것으로 드러났으며, 다른 국가들도 배워야 할 모범으로 제시되었을 정도였다.
다만 아랍에미리트의 경제적 취약점으로는, 지나친 복지 정책으로 인한 국민들의 교육에 대한 열의 감소 때문에 발생하는 국민 수준의 하향화, 금융과 노동 시장의 한계, 지나치게 석유에 치중해있는 경제 구조, 새로운 사업을 방해하는 규제 등이 있다. 아랍에미리트 법에는 노조의 성립이 금지되어 있다. 게다가 파업권과 단체교섭권도 인정되지 않으며, 노동부는 노동자들을 강제로 일터로 내몰 수 있는 권리까지 있다. 특히 외국 이주 노동자의 경우, 파업에 참가하였을 시 모든 계약이 취소되고 강제 추방당할 수도 있다. 결과적으로는 아랍에미리트에서는 노동 문제와 관련된 법 질서가 제대로 구축되어 있지 않으며, 이 때문에 정작 자국민들은 경쟁과 스트레스가 적은 공무원으로 취업하려 하는 경우가 늘어나고 있다. 실제로 아랍에미리트 자국민들 중의 80%가 정부 조직, 혹은 공기업에 취업하고 있으며, 대부분이 아랍에미리트 항공이나 국영기업들에 취직하여 월급을 받고 사는 신세이기도 하다.
2008년 아랍에미리트의 국내총생산(GDP)는 2,621.5억달러, 1인당 GDP는 55,028달러이다. 2008년말 인구는 476.4만명이다. 2008년중 물가상승률은 12.26%이며 경상수지는 410.9억달러로 GDP의 15.7%를 차지한다.(IMF World Economic Outlook 참고)

### 석유, 가스
아랍에미리트의 경제는 전적으로 석유와 천연가스 등의 수출에 의존하고 있다. 이 때문에 아랍에미리트 정부도 1980년대의 오일 파동 이전부터 경제 품목을 다원화 하려고 시도하였고, 현재는 그나마 중동과 북아프리카 지역에서는 가장 수출품이 다양화된 나라로 떠올랐다. 다만 석유는 여전히 아랍에미리트 경제에서 가장 핵심적인 역할을 하고 있으며, 유가의 파동에 따라서 아랍에미리트의 경제 성장률이 급성장하거나 급추락하는 경우가 잦다. 2018년의 경우 석유와 가스 부문이 전체 GDP의 26%를 차지하였으며, 정부가 새롭게 도입한 부가가치세가 전체 GDP의 6% 정도를 차지하며 정부에게 새로운 세원을 마련해주었다. 아랍에미리트 정부의 세입 중 36%가 석유 산업에서 걷어온 것이며, 나머지는 서비스업, 관광업 등에 의존하고 있다. 부가가치세 도입으로 인하여 아랍에미리트 정부가 큰 이득을 보기는 하였으나, 전문가들은 앞으로 아랍에미리트가 새로운 세금을 개설하여 부과할 가능성은 거의 없다고 전망한다. 이는 세금이 늘어날 때마다 기업들이 국외로 탈출할 것이고, 이 것은 오히려 경제 전반적으로 악영향을 미칠 것이라 보기 때문이다.

### 관광
아랍에미리트의 관광업은 급격하게 성장하고 있고, 정부 차원에서도 대대적으로 투자하는 분야들 중 하나이다. 특히 대도시 두바이는 중동에서 가장 사람들이 많이 찾는 관광지이며, 마스터카드의 발표에 의하면 두바이는 세계에서 5번째로 대중적인 관광지라고 전한다. 두바이는 이러한 위상에 힘입어 아랍에미리트의 관광업 비중의 66%를 차지하기도 한다. 그 다음을 아부 다비가 16%로 이으며, 샤르자가 10%로 그 뒤를 잇는다. 두바이는 2013년에 1,000만 명의 관광객들을 맞았다.
이러한 관광업 발달에는 아랍에미리트 정부의 노력이 깔려있다. 정부는 1980년대 이래 수 십억 달러의 자금을 기반 시설 건설에 쏟아부었고, 이에 힘입어 중동에서 가장 인프라가 잘 깔린 국가로 발돋움할 수 있었던 것이다. 이러한 발전은 특히 아부다비나 두바이 같은 대도시에서 두드러지게 눈여겨볼 수 있다. 그 외의 샤르자, 움알쿠아인과 같은 상대적으로 작은 토후국들도 이들의 전철을 밟고 있으며, 이로 인하여 단순히 두바이에만 집중되어 있던 관광객 수요가 아랍에미리트 전역으로 확대되고 있다. 2020년 1월 6일에는 무함마드 빈 라시드 알막툼 총리가 관광 비자를 이전의 30-90일에서 5년으로 확대한다고 선언하며 관광업의 활성화를 노리기도 하였다.
아랍에미리트는 2016년 기준으로 세계에서 8번째로 규모가 큰 석유 매장량을 보유하고 있으며, 중동 지역에서 경제 선진국으로 꼽히는 나라이다. 현재 환율로 GDP가 36번째 규모이며, 국제통화기금에 따르면 1인당 명목 국내총생산이 54,607 달러이다. 아랍에미리트의 1인당 구매력은 세계 40위이며, 인간 개발 지수도 아시아 대륙에서 상대적으로 높은 편이며, 전 세계 기준으로 31위이다. 다만 국제통화기금에서는 아랍에미리트를 개발도상국으로 분류하고 있다.

## 교통 시설

### 두바이의 교통 시설
두바이의 대중교통은 '도로교통국 (Roads and Transport Authority, RTA)'에 의해 관리된다. 최근에 RTA는 300 버스들을 독일의 MAN AG라는 회사로부터 사들였다 버스 시스템을 운영중이다. 이는 두바이 도시의 대두되고 있는 교통 문제를 해소하기 위함이었다. 또한, RTA는 두바이 지하철 체계를 개발하고 있다. 첫 번째 지하철 노선은 2009년 9월에 완성될 것으로 예상되고 있다. 현재 개발 중인 옐로 노선은 인공섬인 팜 아일랜드 (Palm Islands)을 통과할 예정이다.

### 고속도로
최근에는 두바이가 새로운 통행료 징수 시스템을 2007년 7월에 개발했다. 이 새로운 시스템은 사리크(아랍어로 투명하고 매끄러움을 뜻한다)라 불린다. 이 새로운 시스템은 통행료 부스가 없고 최신의 기술을 활용을 한다. 또한 차량들은 통행료 부스를 고속으로 통과할 수 있다. 이 부스를 지날 때마다 RFID 기술이 활용되어 AED 4가 운전사의 선불 계정으로부터 차감한다.

### 공항
대표적으로 두바이 국제공항과 아부다비 국제공항이 있다. 그 외에도 샤르자 국제공항, 알막툼 국제공항, 라스알카이마 국제공항, 알아인 국제공항이 있다. 에미레이트 항공은 두바이에 출/도착하고, 에티하드 항공은 아부다비에 출/도착하며, 에어 아라비아는 샤르자 국제공항에 출/도착한다.

## 참고 자료
- 문준조, 〈중동 주요 국가의 외국인 투자관련법〉, 부산외국어대학교 비교법연구소, 《비교법학》 (2007년 제18호) 69~72쪽. : 아랍에미리트의 외국인 투자 관련 법제 소개.